# Inești
Inești è un comune della Moldavia situato nel distretto di Telenești di 2.432 abitanti al censimento del 2004.